# Dinan Léhon FC
El Dinan Léhon FC es un equipo de fútbol de Francia que juega en el Championnat National 2, la cuarta división nacional.

## Historia
Fue fundado en el año 1989 en la ciudad de Dinan como Stade Dinannais y en 2003 se fusiona con el AC Léhon para crear al club actual.
En el año 2010 juega por primera vez a nivel nacional cuando logra el ascenso a la desaparecida CFA 2. En la temporada 2014/15 juega por primera vez en la Copa de Francia en la que fue eliminado en la ronda de 1/32 por el En Avant de Guingamp.
En la temporada 2022/23 logra el ascenso al Championnat National 2 por primera vez en su historia.

## Palmarés
- Championnat National 3: 1

2022/23